# Iván Álvarez
Iván Álvarez Gutiérrez (né le 19 décembre 1981 à Madrid) est un coureur cycliste espagnol, spécialiste du VTT.

## Palmarès en VTT

### Jeux olympiques
- Athènes 2004
  - 16e du cross-country

### Championnats du monde
Cross-country :
- Lugano 2003
  -  Médaillé de bronze du cross-country espoirs
- Les Gets 2004
  - 10e du relais par équipes
- Fort William 2007
  - 13e du cross-country
- Val di Sole 2008
  - 18e du cross-country
- Mont Sainte-Anne 2010
  - 10e du cross-country
- Champéry 2011
  - 17e du cross-country

Cross-country marathon :
- Oisans 2006
  - 16e du cross-country marathon
- Ornans 2012
  - 16e du cross-country marathon
- Pietermaritzburg 2014
  - 19e du cross-country marathon

### Coupe du monde
Coupe du monde de cross-country
- 2008 : 30e du classement général, un podium à Schladming[3]
- 2009 : 23e du classement général
- 2010 : 18e du classement général
- 2011 : 25e du classement général
- 2012 : 41e du classement général
- 2013 : 39e du classement général

### Championnats d'Europe
- Zurich 2002
  - 6e du cross-country espoirs
- Graz 2003
  - 8e du cross-country espoirs

### Championnats nationaux
- 2001
  - 3e du cross-country espoirs
- 2002
  - 3e du cross-country espoirs
- 2003
  -  Champion d'Espagne de cross-country espoirs
- 2004
  - 3e du cross-country
- 2009
  - 3e du cross-country
- 2013
  - 2e du cross-country
- 2014
  - 3e du cross-country